# Budowlani Gozdnica
Budowlani Gozdnica – polski klub piłkarski z siedzibą w Gozdnicy, powstały w 1947 roku. Występuje w rozgrywkach III grupy zielonogórskiej klasy A.

## Sukcesy
- III liga międzywojewódzka w latach 50.
- finalista Pucharu Polski OZPN Zielona Góra – 1986/1987

## Stadion
Budowlani swoje mecze domowe rozgrywają na stadionie przy ul. Sportowej 1 w Gozdnicy. Dane techniczne obiektu:
- pojemność: 750 miejsc (400 siedzących)
- oświetlenie: brak
- wymiary boiska: 102 m x 60 m